# Eduard Wiiralt
Eduard Wiiralt (Galanizy, 20 marzo 1898 – Parigi, 8 gennaio 1954) è stato un pittore estone.
Nel 1925 si trasferì a Parigi per poi viaggiare per mezza Europa e nel Nordafrica. Chiosò l'espressionismo tedesco, ma vi applicò l'uso dell'acquaforte.